# Tmesisternus pseudomonticola
Tmesisternus pseudomonticola là một loài bọ cánh cứng trong họ Cerambycidae.